# Sainte-Barbe (Vosgi)
Sainte-Barbe è un comune francese di 286 abitanti situato nel dipartimento dei Vosgi nella regione del Grand Est.

## Società

### Evoluzione demografica
Abitanti censiti